# Mohnia hispidulus
Mohnia hispidulus är en snäckart som först beskrevs av Addison Emery Verrill 1884.  Mohnia hispidulus ingår i släktet Mohnia och familjen valthornssnäckor. Inga underarter finns listade i Catalogue of Life.